# کریم قوامی
کریم قوامی (زادهٔ ۱۳۲۹ در اردبیل) سرتیپ خلبان نورثروپ اف-۵ نیروی هوایی ارتش جمهوری اسلامی ایران و فرمانده آن نیرو از مهرماه ۱۳۸۳ تا آبان‌ماه ۱۳۸۵ بود.

## فعالیت‌های نظامی
وی در سال ۱۳۴۹ وارد دانشگاه افسری نیروی زمینی ارتش گردید و سال ۱۳۵۲ با درجه ستوان دومی فارغ‌التحصیل و همان سال برای دورهٔ خلبانی به دانشکده خلبانی نیروی هوایی ایران راه یافت. وی پس از طی مراحل مقدماتی پرواز، جهت تکمیل تخصصی دورهٔ پروازی به خارج از کشور اعزام و با انجام پرواز با هواپیمای آموزشی و جت شکاری موفق به اخذ نشانی خلبانی هواپیمای شکاری شد.
او هم‌رزم عباس بابایی، مصطفی اردستانی، سید علیرضا یاسینی و منصور ستاری بوده‌است. وی طی ۸ سال جنگ ایران و عراق با انجام ده‌ها مأموریت موفق برون‌مرزی، به دریافت نشان فتح نائل گردید.
قوامی قبل از تصدی فرماندهی نیروی هوایی، عهده‌دار مسئولیت‌های فرماندهی گردان‌های پروازی، پایگاه‌های شکاری تبریز و امیدیه، ریاست بازرسی و ایمنی نهاجا و فرماندهی منطقه هوایی مهرآباد بوده‌است. وی در سال ۱۳۸۶ جانشین معاونت آماد و پشتیبانی و تحقیقات صنعتی ستاد کل نیروهای مسلح شد.